# بر کریک، شهرستان سن‌واکین، کالیفرنیا
بر کریک (به انگلیسی: Bear Creek) یک منطقهٔ مسکونی در ایالات متحده آمریکا است که در شهرستان سن‌واکین، کالیفرنیا واقع شده‌است. بر کریک ۱۵ متر بالاتر از سطح دریا واقع شده‌است.